# Sparisoma strigatum
 Sparisoma strigatum és una espècie de peix de la família dels escàrids i de l'ordre dels perciformes.

## Morfologia
Els mascles poden assolir els 45 cm de longitud total.

## Distribució geogràfica
Es troba a l'illa de Santa Helena.